# Второй Нанкинский мост
Второй Нанкинский мост (кит. 南京长江二桥) — комбинированный мостовой переход, пересекающий русла реки Янцзы основное и Цзяцзян, расположенный на территории районов Цися и Лухэ города субпровинциального значения Нанкин; 19-й по длине основного пролёта вантовый мост в мире (13-й в Китае). Является частью скоростной автодороги G36 Нанкин—Лоян.

## Характеристика
Мостовой переход соединяет южный берег реки Янцзы района Цися через остров Багуа с северным берегом района Лухэ.
Длина мостового перехода — 21 337 м, в том числе южная секция 2 938 м и северная секция 2 172 м. Южная секция над основным руслом Янцзы представляет из себя двухпилонный вантовый мост Нансша или Южный с основным пролётом длиной 628 м. Вантовая секция моста сменяется двумя секциями (с обеих сторон) балочной конструкции, затем идут мостовые подходы. Дополнительные пролёты вантовой секции два по 246,5 м, балочной — два по 58,5 м. Высота основных башенных опор — 195,41 м. Северная секция над руслом Цзяцзян моста представлена балочным мостом (консольной системы) с прогонами коробчатого сечения с тремя основными пролетами по 165 м.
Южный мост является вторым мостом через реку Янцзы в городе Нанкин. На время открытия мост являлся третьим в мире вантовым мостом по длине основного пролёта, уступая лишь мостам Татара и Нормандии.
Имеет 6 полос движения (по три в обе стороны).
Строительство моста обошлось в 400 млн долларов США. Мост был спроектирован проектно-конструкторским институтом (часть Министерства путём сообщения КНР).